# Andreas Schönbächler
Andreas Schönbächler (* 24. dubna 1966, Zug) je bývalý švýcarský akrobatický lyžař. Na olympijských hrách v Lillehammeru roku 1994 vyhrál závod v akrobatických skocích, při olympijské premiéře této disciplíny. Byl vítězem značně překvapivým, i vzhledem k desátému místu v kvalifikaci a skutečnosti, že se vrátil ke skokům po předchozím ukončení závodní kariéry. Po olympijském triumfu znovu ukončil kariéru. Objevil se již na olympijských hrách v Calgary 1988 a v Albertville 1992, kde byly skoky ukázkovým sportem (skončil 6. a 15.). Ve světovém poháru nevyhrál žádný závod, sedmkrát byl na stupních vítězů. Později založil středisko lyžařského výcviku Mettmenstetten. Byl také aktivním surfařem.